# Cet obscur objet du désir
 (février 2024).
Si vous disposez d'ouvrages ou d'articles de référence ou si vous connaissez des sites web de qualité traitant du thème abordé ici, merci de compléter l'article en donnant les références utiles à sa vérifiabilité et en les liant à la section « Notes et références ».
Pour plus de détails, voir Fiche technique et Distribution.
Cet obscur objet du désir (espagnol : Ese oscuro objeto del deseo) est un film hispano-français de comédie dramatique romantique absurdiste réalisé par Luis Buñuel, sorti en 1977. Il s'agit du dernier film du cinéaste. Coécrit avec Jean-Claude Carrière (collaborateur de Buñuel depuis les années 1960), le scénario est inspiré d'un roman de Pierre Louÿs, La Femme et le Pantin. Le titre est tiré d'une citation du roman, « ce pâle objet du désir », que Carrière et Buñuel ont adaptée en changeant l'adjectif.

## Synopsis
Une romance dysfonctionnelle et parfois violente survient entre Mathieu (Fernando Rey), un riche Français d'âge moyen, et Conchita, une jeune danseuse de flamenco de Séville, interprétée par Carole Bouquet et Ángela Molina. Les deux actrices apparaissent chacune de façon imprévisible dans des scènes séparées et diffèrent, non seulement physiquement, mais aussi de tempérament.
La majeure partie du film est un « flash-back », rappelé par Mathieu. Le film s'ouvre avec Mathieu voyageant en train de Séville à Paris. Il essaie de s'éloigner de sa petite amie Conchita. Alors que le train de Mathieu est prêt à partir, il découvre qu'une Conchita meurtrie, portant un pansement, le poursuit. Du train, il verse un seau d'eau sur sa tête. Il croit que cela la dissuadera, mais elle parvient à monter à bord.
Les passagers du compartiment de Mathieu sont témoins de son acte grossier. Ces passagers sont une mère et sa fille, un juge qui est par coïncidence un ami du cousin de Mathieu, et un psychologue qui est un nain. Ils se renseignent sur la raison de l’acte de Mathieu : il fait alors le récit de sa relation tumultueuse avec Conchita. L'histoire se déroule dans un contexte d'attentats terroristes,.
Conchita, qui prétend avoir 18 ans mais semble plus âgée, a juré de rester vierge jusqu'au mariage. Elle excite Mathieu avec des promesses sexuelles, mais ne lui permet jamais de satisfaire son désir. À un moment, elle va au lit avec lui, portant un corset serré qu'il ne peut défaire, ce qui rend impossible les rapports sexuels. Les simagrées de Conchita font que le couple se sépare et se réunit à plusieurs reprises, à chaque fois frustrant et déroutant Mathieu.
Finalement, Mathieu trouve Conchita dansant nue pour les touristes dans une boîte de nuit de Séville. Au début, il devient enragé. Plus tard, cependant, il lui pardonne et lui achète une maison. Dans une scène culminante, peu après avoir emménagé dans la maison, Conchita refuse de laisser entrer Mathieu et le laisse à la porte, lui dit qu'elle le déteste et que le baiser et le contact physique la rendent malade. Puis, pour prouver son indépendance, elle semble initier des rapports sexuels avec un jeune homme à la vue de Mathieu (« Si tu veux regarder, regarde ! »),. Il s'éloigne sans être témoin de l'acte. Plus tard cette nuit-là, il est retenu sous la menace d'une arme alors que sa voiture est assaillie.
Après cela, Conchita tente de se réconcilier avec Mathieu, insistant sur le fait que la scène sexuelle était factice et que son « amant » est en réalité un ami homosexuel. Cependant, lors de son explication, Mathieu la bat, elle lui déclare alors « Maintenant, je suis sûre que tu m'aimes » : ces coups sont la justification de son apparition bandée et meurtrie plus tôt dans le film.
Comme les autres passagers du train semblent satisfaits de cette histoire, Conchita sort de sa cachette et jette un seau d'eau sur Mathieu. Cependant, le couple semble se réconcilier à nouveau lorsque le train arrive à destination. Après avoir quitté le train, ils marchent bras dessus bras dessous, appréciant leur promenade dans les rues de Paris.
Plus tard, dans un passage couvert de la ville, des haut-parleurs annoncent qu'une étrange alliance de groupes extrémistes a l'intention de semer le chaos et la confusion dans la société par des attaques terroristes. L'annonce ajoute que plusieurs groupes de droite prévoient de contre-attaquer. Alors que le couple continue sa promenade, ils passent devant une vitrine où une couturière répare avec attention, comme dans une peinture de Vermeer, une chemise de nuit sanglante. Ils commencent à se disputer au moment même où une bombe explose, les tuant apparemment.

## Fiche technique
Sauf indication contraire, les informations mentionnées dans cette section peuvent être confirmées par la base de données cinématographiques IMDb,  présente dans la section « Liens externes ».
- Titre original français : Cet obscur objet du désir
- Titre espagnol : Ese oscuro objeto del deseo
- Réalisation : Luis Buñuel
- Scénario : Luis Buñuel et Jean-Claude Carrière, d'après La Femme et le Pantin, roman de Pierre Louÿs
- Montage : Hélène Plemiannikov
- Photographie : Edmond Richard
- Décors : Pierre Guffroy
- Costumes : Sylvie de Segonzac
- Assistants réalisateur : Pierre Lary, Louis Becker, Juan Luis Buñuel
- Production : Serge Silberman
- Sociétés de production : Greenwich Film Productions, Les Films Galaxie, In-Cine Compañía Industrial Cinematográfica
- Pays d'origine :  France et  Espagne[5]
- Langues originales : français[5] et plus secondairement espagnol
- Genre : drame
- Format : couleur (Eastmancolor) — 1,66:1 — 35 mm — son monophonique
- Durée : 105 minutes
- Dates de sortie :
  - France : 17 août 1977
  - Espagne : 21 août 1977 (festival de Saint-Sébastien) ; 17 avril 1978 (Madrid)
- Affiche : René Ferracci (France)

## Distribution
- Fernando Rey (doublé par Michel Piccoli) : Mathieu Faber
- Carole Bouquet (doublée par Florence Giorgetti) : Conchita I
- Ángela Molina (doublée par Florence Giorgetti) : Conchita II
- Piéral : le nain, professeur de psychologie à domicile
- Julien Bertheau : Édouard, le cousin préfet
- André Weber : Martin, le valet de chambre
- María Asquerino : Incarnacion Perez, la mère de Conchita
- Milena Vukotic : la voyageuse
- Ellen Bahl : la rivale
- Muni : la concierge
- Bernard Musson : le policier
- Jacques Debary : le juge
- Valérie Blanco : la fillette
- Lita Lluch-Peiro : la danseuse
- Isabelle Rattier : la secrétaire
- Isabelle Sadoyan : la gardienne
- Claude Jaeger : le patron du bar
- Antonio Duque : le conducteur
- André Lacombe : le portier
- Annie Monange
- Jean-Claude Montalban
- David Rocha
- Juan Santamaria
- Melody Thomas
- Dick Winslow
- Roger Ibáñez

## Commentaires

### Scénario
Cet obscur objet du désir est une adaptation du livre de Pierre Louÿs La Femme et le Pantin. Le scénario avait été rédigé par Luis Buñuel et Jean-Claude Carrière lors d'un séjour au Mexique (lieu d'écriture de Buñuel). Déjà, dans les années 1950, Buñuel avait écrit une adaptation du roman avec Vittorio De Sica et Mylène Demongeot dans les rôles principaux, mais le projet avait avorté. Mylène Demongeot le relate dans ses mémoires :

« Je rencontre Juan Luis Buñuel, le fils de Luis.
— Sais-tu que mon père avait envie de travailler avec toi ? me dit-il. Il avait été contacté pour mettre en scène La Femme et le Pantin. Le sujet l'intéressait beaucoup. Il avait donné son accord à une condition : qu'il puisse avoir Mylène Demongeot comme interprète. Le producteur a refusé ; le film était pour Bardot, qu'il avait sous contrat.
Et Buñuel, remplacé par Duvivier, s'est retiré du projet ! À cause de moi ! »

— Mylène Demongeot, Tiroirs secrets
Le scénario reprend les thèmes chers au réalisateur dans l'essentiel de son œuvre, à savoir une vision critique sur les notables et les valeurs traditionnelles, mais aussi sur la force du désir.

### Sujet
Le film traite du désir, Buñuel y décrit la mécanique d'un désir sans fin, à la limite de la mort, ainsi que les frustrations de l'amour non consommé. Le summum de cette frustration est symbolisé par le sous-vêtement qu'enfile Conchita et qui, d'objet érotique, se révèle impossible à dénouer.
Le titre de l'œuvre explique clairement l'ambigüité du désir que Buñuel essaye de mettre à jour dans son œuvre. Carrère dira : « Certaines fois […] c'est du désir dont nous sommes désireux, nous aimons être à un état de désir, un état qui nous élève au-dessus de la platitude coutumière de la vie, le titre nous paraissait être totalement approprié à cette histoire sans fin. »
Cet obscur objet du désir est aussi un film politique avec des sujets comme l'éducation chrétienne (le film a des protagonistes espagnols et la croix règne dans l'univers familial de Conchita), la société bourgeoise et les attentats.

### La figure du désir: le personnage de Conchita
La grande originalité de Buñuel dans ce film est de faire interpréter le rôle de Conchita par deux actrices très différentes.
Buñuel, qui n'avait pas l'habitude de travailler le caractère psychologique d'un personnage au cours d'une œuvre, s'est demandé lors de l'écriture du scénario si le personnage de Conchita n'était pas trop invraisemblable. De là est venue l’idée d'utiliser deux actrices pour jouer le rôle de Conchita. Un découpage du scénario fut réalisé avec ces deux femmes dont l'une était « élégante, distante et même distinguée, un peu froide » et l'autre « populaire, ouverte, accessible, souriante et même un peu aguichante ». Mais Buñuel renonça dans un premier temps à cette idée, qu'il décrivit comme « un caprice d'un jour pluvieux ».
Maria Schneider fut engagée pour jouer le rôle principal mais Buñuel la jugea finalement peu convaincante et la renvoya au bout de quelques jours de tournage. Le producteur, Serge Silberman,  se rendit à Barcelone pour prendre un verre avec le réalisateur et essayer de sauver son investissement. Buñuel, à la fois par dépit et par bravade, revint à son idée de prendre deux actrices pour jouer le rôle et demanda au producteur : « Serge, est-ce que vous connaissez une femme qui pourrait être toutes les femmes ? Serge Silberman lui répondit instinctivement : vous voulez faire le film avec deux… ou trois comédiennes ? »  Silberman y vit une manière de sauver son film et une idée extrêmement intéressante et, à la grande surprise de Buñuel, accepta cette proposition,. Après le refus d'Isabelle Adjani qui craignait de danser nue du flamenco, de nouveaux essais furent faits pour le rôle de Conchita ; Carole Bouquet et Ángela Molina furent choisies et le film recommença à Paris 2 à 3 mois plus tard.
Cette non-attribution d'un personnage à un seul comédien (non-identification) n'avait jamais été faite au cinéma alors que c'était une pratique courante au théâtre (ce procédé a notamment été utilisé depuis dans les films I'm Not There (2007) et L'Imaginarium du docteur Parnassus (2009)). Cet artifice renforce l'idée que Conchita est un objet du désir obscur permettant d'embrasser la complexité d'un regard altéré par le désir. Grâce à cette duplicité, Conchita peut « être toutes les femmes » et Buñuel peut la conduire là où il le souhaite. Une des grandes originalités du film de Buñuel est donc simplement une contingence de l'ambition de cette œuvre.

### Le terrorisme
Le terrorisme joue un rôle important dans le film : plusieurs scènes parlent de ce sujet. Le film date d'ailleurs d'une époque où les actions terroristes, construites sur les idéaux politiques radicalisés de mai 1968, se multiplient en Espagne, avec l'ETA et les GRAPO, mais aussi en Europe: il s'agit des années de plomb avec, entre autres, la Fraction armée rouge en Allemagne de l'Ouest ou les Brigades rouges en Italie. L'œuvre prend également place dans une période transitoire et trouble pour l'Espagne, qui doit aborder l'ère post-franquiste avec difficulté. Buñuel choisit de se saisir de ce contexte et de retravailler cette réalité dans sa fiction sur un mode bouffon et tragi-comique. Ainsi, le GAREJ (Groupe armé révolutionnaire de l'Enfant-Jésus) est évoqué dans la scène avec Édouard le cousin préfet ; Conchita se refuse aussi à Don Matteo un soir après avoir assisté à un attentat dans la rue adjacente à leur chambre ; enfin, un attentat clôt le film. Buñuel pensait évidemment que le terrorisme était un langage des sociétés d'aujourd'hui, un nouveau langage[réf. nécessaire]. Ainsi Buñuel l'utilise-t-il au long du film comme une métaphore des rapports entre les protagonistes amoureux.

### Une mise en scène théâtrale
Le film rejette fermement, dans son esthétique, toute tentation de réalisme. Les décors et les couleurs du film sont volontairement artificiels, les acteurs sont doublés et le film est narré par son principal acteur : Don Matteo, qui est comme seul sur scène dans une fiction dirigée par Conchita. Matteo est d'ailleurs grossièrement vieilli, quittant en permanence le monde qui l'entoure. Les techniques utilisées par Buñuel sont identiques à celles du Charme discret de la bourgeoisie (filmé comme une succession de scènes de théâtre). Ainsi, le réalisateur joue sans cesse de la mince frontière séparant les deux arts. Il renvoie, dans cette optique, le cinéma à sa nature d'artifice, de construction et à sa fonction de jeu avant tout enfantin. Outre le choix de deux actrices différentes pour jouer un même personnage, c'est également dans les petits détails que la mise en scène cherche à briser toute identification possible par le spectateur aux personnages, à leurs actions, au décor et au récit donnés de départ. Le spectateur est alors amené à s'interroger sur le rôle de la représentation et du simulacre. Par exemple, une scène montre l'un des domestiques du personnage principal ramasser dans un bureau une souris, ostensiblement en matière plastique, prise dans un piège à rongeurs.

## Autour du film
Une œuvre à repriser (24 minutes) de Luc Lagier est un documentaire-interview de Jean-Claude Carrière qui constitue un document unique quant à l'analyse du film. Jean-Claude Carrière y raconte la construction du film et propose son analyse de ce dernier opus (testament ?) de Buñuel. Le  documentaire se décompose en 3 parties qui analysent différents axes du film : 
1. Une adaptation de Pierre Louÿs
2. Le Caprice d'un jour pluvieux
3. Un monde d'artifices
4. Scène finale

La Femme et le Pantin avait déjà fait l'objet de trois adaptations majeures avant ce film :
- La Femme et le Pantin, adaptation muette par Jacques de Baroncelli en 1929, avec Conchita Montenegro et Raymond Destac.
- La Femme et le Pantin (The Devil is a Woman), par Josef von Sternberg en 1935 avec Marlène Dietrich.
- La Femme et le Pantin par Julien Duvivier avec Brigitte Bardot en 1959.